# Lucina katherinepalmerae
Lucina katherinepalmerae is een tweekleppigensoort uit de familie van de Lucinidae. De wetenschappelijke naam van de soort is voor het eerst geldig gepubliceerd in 1964 door Weisbord.